# 16742 Zink
16742 Zink este un asteroid din centura principală de asteroizi.

## Descriere
16742 Zink este un asteroid din centura principală de asteroizi. A fost descoperit pe 21 iulie 1996 la Observatorul Kleť de Jana Tichá și Miloš Tichý. Asteroidul prezintă o orbită caracterizată de o semiaxă mare de 2,39 ua, o excentricitate de 0,25 și o înclinație de 3,8° în raport cu ecliptica.